# Therion
Therion é uma banda de metal sinfônico formada na Suécia em 1987 pelo músico Christofer Johnsson, vocalista, compositor e principal integrante. 
Seus temas musicais, variam de diferentes mitologias e são baseados em conceitos que variam do ocultismo, magia, de antigas tradições e escritos. A maioria de suas letras são escritas por Thomas Karlsson, chefe e fundador da ordem mágica dos Dragon Rouge, da qual Johnsson é membro . A banda tem visto muitas mudanças no line-up e estilo ao longo de sua história.

## História
Tudo teve início quando a banda ainda chamava-se Blitzkrieg, e no ano de 1989 lançou as demos Paroxysmal Holocaust com 600 cópias em cassete, e pouco depois Beyond the Darkest Veils of Inner Wickedness. Nesta época, a banda arcou com os custos das gravações e das cópias. No ano seguinte, foi gravada e lançada a terceira demo intitulada Time Shall Tell. Neste período, vários nomes foram cogitados, porém Therion foi adotado definitivamente. Segundo Christofer, o nome Blitzkrieg já não era coerente com o estilo musical, já que a essa altura a banda já recebia o rótulo de symphonic metal, e até de gothic metal.
Em 1991, o álbum Of Darkness... foi lançado pela Deaf Records, trazendo composições do período de 1987 a 1989. Assim, ainda estão presentes fortes influências do death metal anterior. Em dezembro o álbum Beyond Sanctorum foi gravado pela Active Records. Algumas faixas trazem um vocal feminino e um masculino "limpo", além dos teclados mais presentes e elementos da música árabe.
O álbum Symphony Masses: Ho Drakon Ho Megas foi lançado em 1993 pela Megarock/ Nuclear Blast. Desta vez, foram introduzidos elementos do heavy metal tradicional dos anos 1980, além da influência clássica e industrial, mantendo os motivos árabes.
Em 1995 o Therion lançou The Beauty in Black, que vendeu 12.000 cópias em toda a Europa e ratificando o sucesso, demonstrando que a legião de fãs se alastrava pelo continente. No mesmo ano, o álbum Lepaca Kliffoth inseriu uma orquestra sampler e dois solistas de ópera, além dos vocais mais melodiosos de Christofer Johnsson.

### Inovação

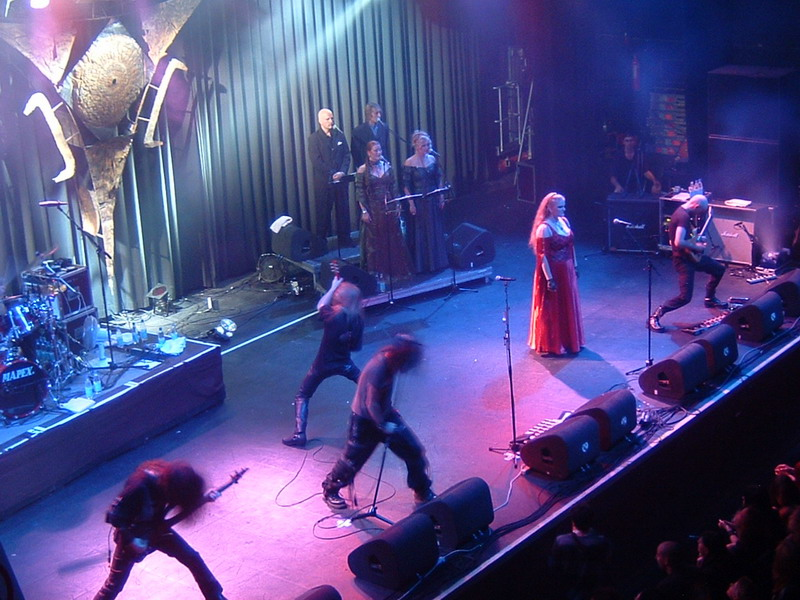
A banda ao vivo nos Países Baixos, em 2004.

O álbum Theli lançado em 1996, consagra a banda como precursora de um novo estilo musical que ia além do heavy metal. As letras inspiradas em livros e vivências de Christofer, foram escritas muito tempo antes, mas a banda ainda não havia alcançado a maturidade necessária para que estas faixas fossem gravadas. Ainda em 1996, Siren Of The Woods foi lançado e a música homônima é a primeira faixa a ser executada nas rádios européias. Por ser mais melodiosa que as anteriores, esta música despertou um interesse maior das gravadoras. Em 1997 o Therion lança A'arab Zaraq - Lucid Dreaming, completando a primeira década da banda. Algumas faixas foram compostas para Theli, mas não combinavam com a proposta do álbum. Ainda em A'arab Zaraq - Lucid Dreaming , foram inclusas covers gravadas muito tempo antes.
A experiência bem sucedida de Siren Of The Woods levou o Therion a lançar o single Eye of Shiva, que trazia quatro músicas especialmente gravadas para divulgação nas rádios. Por exemplo, a faixa Eye of Shiva traz duas versões, sendo uma delas editada para as rádios. A mesma versão da faixa The Rise of Sodom and Gomorrah foi usada no álbum Vovin que seria lançado meses depois. Desta forma, a banda tornou-se mais acessível, e Vovin ganhou grande repercussão.

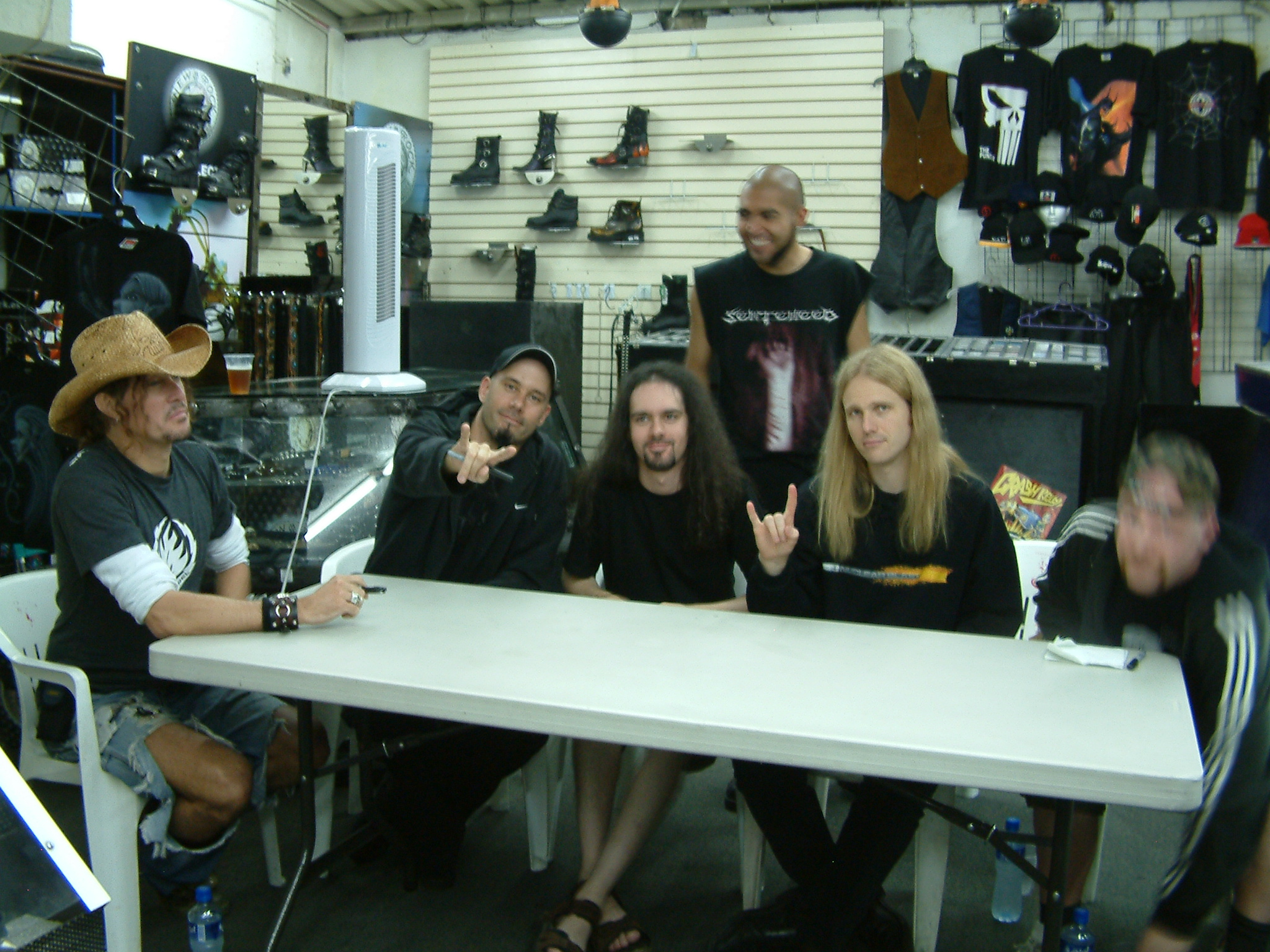
Os membros da banda, em 2005.

Posterior ao Crowning of Atlantis, foi lançado o álbum Deggial em 2000, que demorou três meses para ser gravado. Neste álbum, Christofer introduziu também instrumentos de sopro e uma orquestra de tambores. Em 2021, foi eleito pela Metal Hammer como o 8º melhor álbum de metal sinfônico de todos os tempos.
O décimo álbum intitulado Secret of the Runes foi lançado em 2001. Menos agressivo e mais melancólico que Deggial, este trabalho foi baseado no mitologia nórdica. Os nove mundos que compõem o Yggdrasil da mitologia, foram citados ao longo de nove faixas, além da simbologia ocultista das tradições nórdicas. A base musical desta obra é o clássico compositor alemão Richard Wagner, que também citava a mitologia dos povos saxões em suas músicas, como por exemplo, em sua tetralogia do Anel do Nibelungo. A turnê de Secret of the Runes realizada no mesmo ano, passou pela Europa e América Latina. No Brasil, foram feitas apresentações em Curitiba, Porto Alegre e São Paulo. É interessante mencionar o fato de que o álbum foi gravado com uma orquestra real, conferindo, aos sons instrumentais e aos cantos líricos, qualidade inédita nos álbuns anteriores da banda.
No final de 2001, foi lançado Bells of Doom. Este álbum é uma coletânea de versões muito raras do início da carreira, gravadas especialmente para o fã-clube. Em 2002, gravaram Live In Midgård, com os 24 maiores sucessos desde 1987. Este é o único ao vivo, gravado na Colômbia, em Budapeste e em Hamburgo.

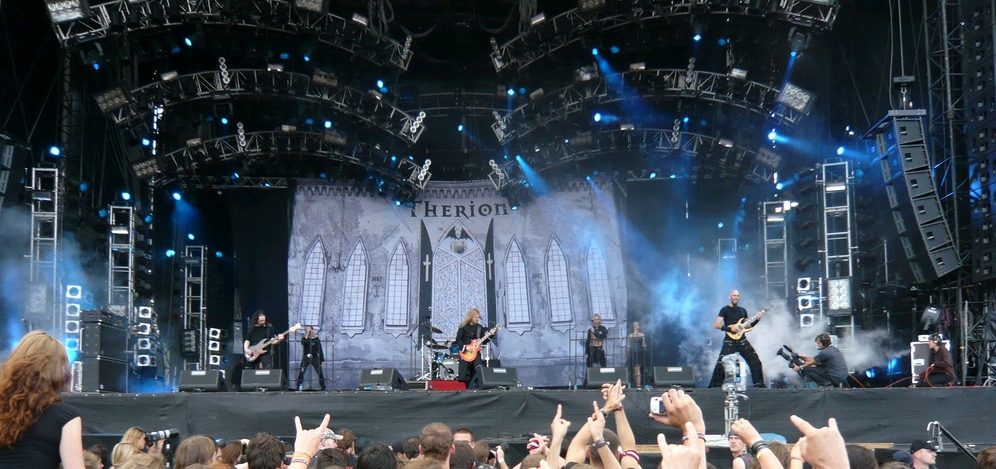
A banda no Wacken Open Air, em 2007.

Depois de três longos anos de espera por parte dos fãs, o Therion lança mais uma obra-prima em maio de 2004, ou melhor duas: Lemuria e Sirius B. Vendido primeiramente como álbum duplo, novamente estoura em todo o mundo com a continuação do estilo que vinha seguindo desde Theli. O trabalho foi fruto de 9 meses em que 170 pessoas, entre músicos e cantores, participaram das gravações. Com guitarras distorcidas, orquestras sinfônicas e coros góticos, o Therion mantém sua hegemonia em relação a bandas que fazem a fusão do erudito com o heavy metal, mostrando o aperfeiçoamento cada vez maior de seu estilo.
Em 27 de agosto de 2004, a banda faz sua única apresentação no Brasil pela turnê do novo trabalho, embora já tivesse feito um show em 2001. Com um show de duas horas e meia, levam à loucura os paulistas no Directv Music Hall, esbanjando disposição com performances verdadeiramente épicas.
O grupo lançou novo álbum em janeiro de 2007, "Gothic Kabbalah", trazendo uma sonoridade mais voltada para o Heavy Metal se distanciando ainda mais dos tempos de Black / Doom Metal.
Como parte da turnê deste álbum foi agendada uma apresentação em São Paulo, marcada para o dia 28 de setembro de 2007, no Citibank Hall (antigo Palace / DirecTV Hall).

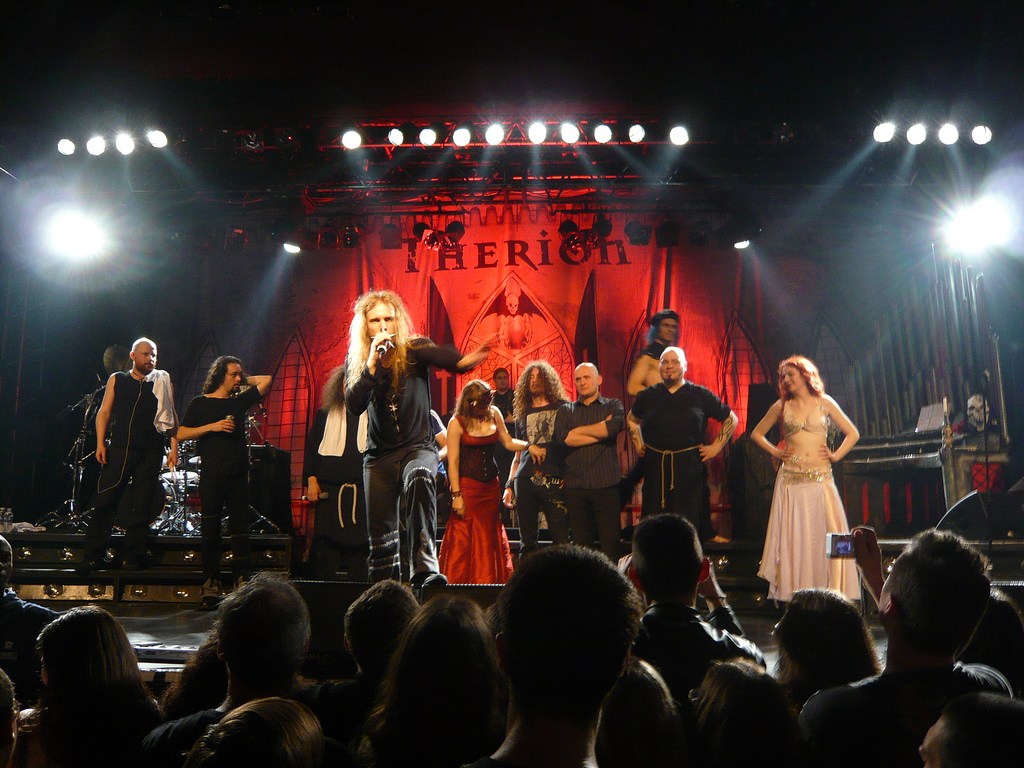
Paris, 22 de dezembro de 2007.

O Grupo lançou um novo disco em 2011, Sitra Ahra, com uma turnê passando por diversos países. Tempos depois do lançamento, foi anunciado que Lori Lewis teria conseguido um status de membro permanente no grupo.

## Hiato
Em anúncio feito no site da banda., Christofer Johnsson anunciou uma pausa nas atividades da banda nos próximos anos, onde segundo ele irá dedicar-se num projeto de ópera que estava desenvolvendo. Nesse interím, segundo ele, a banda pretende lançar Les Fleurs du Mal e seguir com uma turnê tocando canções da banda que foram ignoradas nesses últimos anos
O álbum, que não foi bem recebido pela Nuclear Blast, será custeado pelo próprio Johnsson, que realizou um empréstimo bancário e pretende vendê-lo nos shows da turnê junto de um poster autografado. 
Johnsson  afirmou que o álbum custou cerca de 75 mil euros.
Na mesma postagem, foi anunciado que Snowy irá abandonar a banda para se dedicar a outros trabalhos musicais.

## Integrantes

### Atuais
- Christofer Johnsson - guitarra, teclado, órgão, orquestrações (1987-presente), vocal  (1987–2006, 2011-presente)
- Christian Vidal - guitarra (2010-presente)
- Johan Kullber - bateria (2008-presente)
- Nalle Påhlsson - baixo (2008-presente)
- Thomas Vikström - vocal (2008-presente)

### Músicos de turnê
- Chiara Malvestiti - vocal (2015-presente)

### Ex-integrantes e colaboradores
- Matti Kärki - vocais
- Peter Hansson - guitarra (1987-1993)
- Oskar Forss - (1987-1993)
- Erik Gustafsson - baixo (1987-1992)
- Piotr Wawrzeniuk - bateria, vocal (1992-1996), vocalista convidado Secret of the Runes (2001), Sirius B e Lemuria (2004)
- Martina Astner - vocais (1998-1999) em Vovin (1998), Crowning of Atlantis (1999)
- Sarah Jezebel Deva - vocais (1997-2002) em Vovin (1997), Crowning of Atlantis (1999) e Live in Midgård (2002)
- Magnus Barthelsson - guitarra (1993-1994)
- Andreas Wahl - baixo (1993-1994)
- Fredrik Isaksson - baixo (1994)
- Tommie Eriksson - guitarra (1995 e 1997-1998)
- Lars Rosenberg - baixo (1994-1996)
- Jonas Mellberg - guitarra (1995-1996)
- Sami Karppinen - bateria (1998-2001)
- Richard Evensand - bateria (2001-2004)
- Kristian Niemann - guitarra (1999-2008)
- Johan Niemann - baixo (1999-2008)
- Petter Karlsson - bateria (2004-2008)
- Mats Levén - vocal (2004-2007)
- Katarina Lilja - vocal (2007-2011)em Gothic Kabbalah, (2008) em Live Gothic em  (2010)Sitra Ahra Tour
- Hannah Holgersson - vocal (2007) em Gothic Kabbalah
- Snowy Shaw - vocal (2007) em Gothic Kabbalah, (2008) em Live Gothic, (2010) em Sitra Ahra, em Sitra Ahra Tour e (2012) em Les Fleurs du Mal
- Lori Lewis - vocal (2007 - 2014)[3]
- Sandra Laureano - vocal (2014 - 2015)
- Isa Garcia navas - vocal (2015 - 2015)
- Johan Kullberg - bateria (2008-2017)
- Linnea Vikström - vocal (2010-2018)

### Letras
- Thomas Karlsson - membro não oficial, escreve a maioria das letras desde 1996.

## Discografia
Álbuns de estúdio
- 1991 - Of Darkness...
- 1992 - Beyond Sanctorum
- 1993 - Symphony Masses: Ho Drakon Ho Megas
- 1995 - Lepaca Kliffoth
- 1996 - Theli
- 1997 - A'arab Zaraq - Lucid Dreaming
- 1998 - Vovin
- 1999 - Crowning of Atlantis
- 2000 - Deggial
- 2001 - Secret of the Runes
- 2004 - Sirius B
- 2004 - Lemuria
- 2007 - Gothic Kabbalah
- 2010 - Sitra Ahra[5].
- 2012 - Les Fleurs du Mal [6]
- 2018 - Beloved Antichrist
- 2021 - Leviathan
- 2022 - Leviathan II
- 2023 - Leviathan III

Álbuns ao vivo
- 2002 - Live in Midgård
- 2008 - Live Gothic
- 2009 - The Miskolc Experience